# آنیا ستی اندرسن
آنیا ستی اندرسن (انگلیسی: Anja Cetti Andersen؛ زاده ۲۵ سپتامبر ۱۹۶۵) یک دانشمند اهل دانمارک است.